# River (альбом Иззи Стрэдлина)
River — четвёртый студийный альбом экс-гитариста Guns N' Roses Иззи Стрэдлина, вышедший в 2001 году, его третий альбом, записанный вместе с его коллегой, бывшим бас-гитаристом Guns N' Roses, Даффом МакКаганом.

## Список композиций
Все песни написаны Иззи Стрэдлином, за исключением отмеченных.
1. Jump In Now (4:47) (Стрэдлин/Ричардс)
2. Head On Out (3:29)
3. River (3:47)
4. Far Below Me Now (3:26)
5. What I Told You (3:22)
6. Get Away (3:09)
7. Underground (2:54)
8. Shall Walk (3:32)
9. Run-In (4:26)
10. Feelin’ Alright (3:35)

## Участники записи
- Иззи Стрэдлин — вокал, гитара
- Рик Ричардс[англ.] — гитара
- Дафф МакКаган — бас, акустическая гитара
- Тэз Бентли[англ.] — ударные
- Иэн Маклаган — клавишные